# 任天堂明星大亂鬥 特別版
《任天堂明星大亂鬥 特別版》是一款由萬代南夢宮開發，並由任天堂發行於任天堂Switch平台上的格鬥遊戲。本作是任天堂明星大亂鬥系列的第五部作品，也是系列首次繁体中文化和第二次简体中文化。本作最大的特色是集結了系列過往所有曾出現過的可遊玩角色，並在原有系统基础新增加“命魂”系统，允许玩家在操控主要角色时使用“命魂”角色辅助玩家。
本作最初于2018年3月9日的任天堂直面会公布，后又于2018年E3游戏展的任天堂直面会公布正式名称和发售日等详情。於2018年12月7日在全球發售。

## 开发
《任天堂明星大乱斗 特别版》是系列的第5款作品，依旧由开发了上一代的万代南梦宫工作室与Sora工作室负责开发，而系列之父樱井政博依然担任本作的总制作人。不像前一代制作时需要组建并磨合全新的团队，本作的开发周期就省去了这些准备时间。本作的企划从2015年12月开始，当时正是上一代《任天堂明星大亂鬥3DS/Wii U》宣布将制作DLC最后一组角色和相关内容之时。在制作完DLC内容后，制作团队就开始了对本作更进一步的研究，这成为系列历代中最短的游戏开发周期。除了万代南梦宫和Sora，日本网络技术公司Hatena也参与到了本作的开发之中。
根据樱井政博的说法，他谈到为任天堂Switch制作一部《任天堂明星大乱斗》是时任任天堂社长岩田聪在2015年交付给他的最后一个任务，之后岩田聪於在同年去世；樱井政博感到必须要把新的大乱斗做到最好才能不辜负岩田聪交给他的这个任务，并向这位重要的导师和挚友致敬。为达成这个目标，不让系列粉丝失望，樱井希望新作能收录之前作品中出战的所有角色；但是他也明白这样的话会让游戏的开发尤其是获得第三方角色的授权过程中徒增障碍，并且也会增加开发成本。不过由于万代南梦宫的加入，让这些问题变得不再那么棘手。

## 參戰角色
本作集結了過去所有在任天堂明星大亂鬥系列作中所出現的可遊玩角色，加上本作全新加入的角色在內，總共有89個角色參與。
由於可遊玩角色眾多，本條目只收錄在特別版中全新加入的角色。有關在系列作中所出現過的可遊玩角色，請參見任天堂明星大亂鬥系列角色列表。

### 新角色
以下所有角色為隱藏角色。
| 登场角色              | 角色作品       | 配音声优                               | 备注 | 正式公布日期  | amiibo 發售日期 |
| --------------------- | -------------- | -------------------------------------- | --- | ------------- | --------------- |
| 墨魚戰士 Inkling      | 斯普拉遁系列   | 辻勇旗                                 | 本作公佈首位參戰角色，有男女兩種版本。 | 2018年3月9日  | 2018年12月7日   |
| 黛西公主 Daisy        | 瑪利歐系列     | 迪安娜·穆斯塔德                        | 首次出現於《超級瑪利歐樂園》，碧姬公主的衍生鬥士以及擁有雷同的格鬥模式。                                                                                       | 2018年6月12日 | 2019年4月12日   |
| 利德雷 Ridley         | 銀河戰士系列   | (無)                                   | 《銀河戰士》系列的最終頭目，亦是《任天堂明星大亂鬥X》裡的反派頭目之一。                                                                                        | 2018年6月12日 | 2018年12月7日   |
| 西蒙 Simon            | 惡魔城系列     | 石川英郎（日語） 基斯·錫弗士登（英語） | 《惡魔城》系列的初代主角。 | 2018年8月8日  | 2019年11月8日   |
| 里希特 Richter        | 惡魔城系列     | 梁田清之（日語） 大衛·文森（英語）     | 《惡魔城X 血之輪迴》的主角，西蒙的衍生鬥士以及擁有雷同的格鬥模式。                                                                                             | 2018年8月8日  | 2020年1月17日   |
| 庫洛武 Chrom          | 火焰之紋章系列 | 杉田智和（日語） 馬修·麥瑟（英語）     | 《火焰之紋章 覺醒》裏的人物，在《大亂鬥 3DS/Wii U》版參戰之一的魯弗萊以大亂鬥最終招登場（本作仍然保留）。本作以《火焰之紋章 封印之劍》主角羅伊的衍生鬥士參戰。 | 2018年8月8日  | 2019日11月8日   |
| 黑暗薩姆斯 Dark Samus | 銀河戰士系列   | (無)                                   | 《銀河戰士Prime》系列的反派角色，在《大亂鬥 3DS/Wii U》版以輔助模型登場。本作以薩姆斯的衍生鬥士（並非同一人物）參戰，擁有雷同的格鬥模式。                      | 2018年8月8日  | 2020年1月17日   |
| 庫魯魯王 King K. Rool | 森喜剛系列     | (無)                                   | 《超級大金剛》的最終頭目。 | 2018年8月8日  | 2019年2月15日   |
| 西施惠 Isabelle       | 動物森友會系列 | (無)                                   | 首次出現於《走出戶外 動物森友會》，在《大亂鬥 3DS/Wii U》版以輔助模型登場。本作參戰預告片同時公佈動物森友會在任天堂Switch的新作《集合啦！動物森友會》。        | 2018年9月14日 | 2019年7月19日   |
| 肯 Ken                | 街頭霸王系列   | 岸祐二（日語） 魯本‧蘭登（英語）       | 《街頭霸王》系列的主角之一，隆的衍生鬥士以及擁有雷同的格鬥模式（只有大亂鬥最終招擁有不同的格鬥模式）。                                                         | 2018年11月1日 | 2019年4月12日   |
| 熾焰咆哮虎 Incineroar | 寶可夢系列     | 石塚運昇                               | 首次出現於《精靈寶可夢 太陽／月亮》。 | 2018年11月1日 | 2019年11月8日   |

### 追加下載角色
本作以「鬥士證」方式追加下載新的內容（可以單獨購買），包括新增一組參戰鬥士，增加一個場地、對應系列的命魂版和收錄參戰鬥士所屬系列的樂曲。
| 登场角色                       | 角色作品       | 配音声优                                                                              | 备注 | 公布日期／開放下載日期        | amiibo 發售日期 |
| ------------------------------ | -------------- | ------------------------------------------------------------------------------------- | --- | ----------------------------- | --------------- |
| 吞食花 Piranha Plant           | 瑪利歐系列     | (無)                                                                                  | 《超級瑪利歐》系列常見的敵人之一。本作以「早期購入特典角色」方式參戰，並不收錄在「鬥士證」內，2019年7月1日後需要單獨購買。 | 2018年11月1日 2018年12月7日   | 2019年2月15日   |
| Joker                          | 女神異聞錄系列 | 福山潤（日語） 山德·摩伯斯（英語）                                                    | 《女神異聞錄5》的主角，首次公佈於遊戲大獎2018會場屏幕上。「鬥士證」參戰的第一位組合。 | 2018年12月6日 2019年4月18日   | 2020年9月25日   |
| 勇者 Hero                      | 勇者鬥惡龍系列 | 齋賀光希（DQXI） 梶裕貴（DQVIII） 草尾毅（DQIV） 檜山修之（DQIII）                    | 《勇者鬥惡龍》系列中玩家的角色，預設是DQXI的主角，可選擇切換成DQVIII、DQIV和DQIII的版本。「鬥士證」參戰的第二位組合。 | 2019年6月12日 2019年7月31日   | 2020年9月25日   |
| 阿邦＆阿卡 Banjo & Kazooie     | 阿邦阿卡系列   | Chris Sutherland‬                                                                      | 《阿邦阿卡大冒險》中玩家的角色。由於該系列的開發公司Rare被微軟收購，本作成為本系列第一個來自歐美製遊戲的參戰鬥士。「鬥士證」參戰的第三位組合。 | 2019年6月12日 2019年9月5日    | 2021年3月26日   |
| 泰利 Terry                     | 餓狼傳說系列   | 近藤隆                                                                                | 《餓狼傳說》系列的男主角。「鬥士證」參戰的第四位組合，收錄樂曲是第三方參戰鬥士裡最多（50首，包含該系列所屬的SNK遊戲系列樂曲）。 | 2019年9月5日 2019年11月6日    | 2021年3月26日   |
| 貝雷特 / 貝雷絲 Byleth         | 火焰之紋章系列 | 貝雷特 小林裕介（日語） 扎克·安吉拉（英語） 貝雷絲 伊藤靜（日語） 珍妮·蒂拉多（英語） | 《火焰之紋章 風花雪月》中玩家的角色，有男（貝雷特）女（貝雷絲）兩種版本。本作演示直播會後同時公佈《風花雪月》更新內容預告片。「鬥士證」參戰的第五位組合，亦是第一波「鬥士證」參戰的最後一位組合。 | 2020年1月16日 2020年1月29日   | 2021年3月26日   |
| 麵麵 Min Min                   | ARMS           | 高津春菜                                                                              | 《ARMS》中玩家的角色之一，首位以“命魂”系統登場後成為參戰鬥士的角色。「鬥士證」參戰的第六位組合，第二波「鬥士證」參戰的第一位組合。 | 2020年3月26日 2020年6月30日   | 2022年4月29日   |
| 史提夫 / 愛莉克斯 Steve / Alex | Minecraft      | (無)                                                                                  | 《Minecraft》中玩家的角色，史提夫的小鬍子外觀為最早出現版本，愛莉克斯是1.8版本後新增的女性外觀，亦可選擇切換成低階怪物殭屍和高階怪物終界使者。繼阿邦&阿卡後第二位屬於微軟旗下子公司的遊戲角色，是本系列首位亦是唯一一位參戰的獨立遊戲角色。「鬥士證」參戰的第七位組合，第二波「鬥士證」參戰的第二位組合。 | 2020年10月1日 2020年10月14日  | 2022年9月9日    |
| Sephiroth                      | 最終幻想系列   | 森川智之                                                                              | 《最終幻想VII》的最終頭目，首次公佈於遊戲大獎2020網絡直播中。「鬥士證」參戰的第八位組合，第二波「鬥士證」參戰的第三位組合。 | 2020年12月10日 2020年12月23日 | 2023年1月13日   |
| 焰 / 光 Pyra / Mythra          | 異度神劍系列   | 下地紫野（日語） 斯凱·班尼特（英語）                                                  | 《異度神劍2》的女主角，繼麵麵後第二位以“命魂”系統登場後成為參戰鬥士的角色，可透過下必殺在兩者之間切換。本作參戰預告片由原系列開發商Monolith Soft製作。「鬥士證」參戰的第九位組合，第二波「鬥士證」參戰的第四位組合。                                                                                      | 2021年2月18日 2021年3月5日    | 2023年7月21日   |
| 一八 Kazuya                    | 鐵拳系列       | 篠原正典                                                                              | 《鐵拳》系列的初代男主角。「鬥士證」參戰的第十位組合，第二波「鬥士證」參戰的第五位組合。 | 2021年6月16日 2021年6月30日   | 2023年1月13日   |
| 索拉 Sora                      | 王國之心系列   | 入野自由（日語） 哈利·喬·奧斯蒙（英語）                                               | 《王國之心》系列的男主角，預設是首作造型（包含靜流河風格），可選擇切換成II、3D和III的版本。本作最後一位參戰角色，亦是系列唯一一位版權持有者並非遊戲公司的鬥士。「鬥士證」參戰的第十一位組合，第二波「鬥士證」參戰的第六位組合。                                                                           | 2021年10月5日 2021年10月19日  | 2024年2月16日   |

註:
  非任天堂角色

## 反响
| 汇总媒体   | 得分   |
| ---------- | ------ |
| Metacritic | 93/100 |

| 媒体          | 得分   |
| ------------- | ------ |
| Destructoid   | 9.5/10 |
| Edge          | 9/10   |
| 电子游戏月刊  | 9.5/10 |
| Eurogamer     | [ 13 ] |
| Game Informer | 9.5/10 |
| GamePro       | 87/100 |
| GamesRadar+   | [ 16 ] |
| GameSpot      | 9/10   |
| IGN           | 9.4/10 |
| Nintendo Life | [ 19 ] |
| USGamer       | [ 20 ] |
| Fami通        | 38/40  |
| Jeuxvideo.com | 18/20  |

### 銷量
游戏发售后获得业界的高度好评，并且也在商业上获得成功。仅日本地区的首周销量就达到约122万份，成为任天堂Switch平台在日本第四款销量过百万的游戏。据《日本经济新闻》报道，本作首周的全球销量达到500万份，在當時创造了任天堂家用机游戏软件首周销量的最高记录（在《薩爾達傳說 王國之淚》推出前）。
截止至2025年5月8日，任天堂《任天堂明星大亂鬥 特別版》全球销量已達至3,624萬份，超过《街头霸王II》（包含衍生版本共1,550萬份）成为世界上销量最高的格斗游戏。

### 評價
根據匯總媒體Metacritic的顯示，《任天堂明星大亂鬥 特別版》獲得了一致的好評。法國電子遊戲網站Jeuxvideo.com稱本作為為該系列中最好的遊戲，並讚賞了遊戲玩法的改進，更多的角色，舞台，設定，配樂。IGN則評論本作為系列的最完整之作，並讚揚了本作大量的角色與關卡，新的遊戲模式，以及和前作多種遊戲要素的完美結合。然而，本作線上模式因其技術性問題導致受到了不少的批評。此外，由於好友之間不易透過隨機的方式加入，且不允許多個在地玩家加入，因此配對的方式也受到了許多批評。

### 獲獎紀錄
本作於2018年獲得了IGN的最佳任天堂Switch遊戲，最佳格鬥遊戲和最佳多人遊戲等獎項獎，其他提名則包含了年度最佳遊戲和最佳遊戲配樂。並於2019年日本游戏大奖中獲得年度作品部門大獎。
| 年份 | 獎項                | 類別                             | 結果 | 來源   |
| ---- | ------------------- | -------------------------------- | ---- | ------ |
| 2018 | 遊戲評論家獎        | 最佳展出                         | 提名 | [ 27 ] |
| 2018 | 遊戲評論家獎        | 最佳遊樂器遊戲                   | 提名 | [ 27 ] |
| 2018 | 遊戲評論家獎        | 最佳格鬥遊戲                     | 獲獎 | [ 27 ] |
| 2018 | Gamescom            | 最佳遊樂器遊戲 (Nintendo Switch) | 獲獎 | [ 28 ] |
| 2018 | 金摇杆奖            | 最受期待遊戲                     | 提名 | [ 29 ] |
| 2019 | 紐約電子遊戲大獎    | 最佳遊戲                         | 提名 | [ 30 ] |
| 2019 | 紐約電子遊戲大獎    | 最佳格鬥遊戲                     | 獲獎 | [ 30 ] |
| 2019 | D.I.C.E.遊戲大獎    | 年度格鬥遊戲                     | 獲獎 | [ 31 ] |
| 2019 | NAVGTR獎            | 年度遊戲                         | 提名 | [ 32 ] |
| 2019 | NAVGTR獎            | 最佳格鬥遊戲                     | 提名 | [ 32 ] |
| 2019 | SXSW Gaming遊戲大賞 | 年度遊戲                         | 提名 | [ 33 ] |
| 2019 | SXSW Gaming遊戲大賞 | 最佳美術                         | 提名 | [ 33 ] |
| 2019 | SXSW Gaming遊戲大賞 | 最佳玩法                         | 獲獎 | [ 33 ] |
| 2019 | SXSW Gaming遊戲大賞 | 最佳多人遊戲                     | 提名 | [ 33 ] |
| 2019 | 法米通遊戲大獎      | 年度遊戲                         | 獲獎 | [ 34 ] |
| 2019 | 日本遊戲大獎        | 經濟產業大臣獎                   | 獲獎 | [ 35 ] |
| 2019 | 日本遊戲大獎        | 年度遊戲                         | 獲獎 | [ 36 ] |
| 2019 | 日本遊戲大獎        | 優秀獎                           | 獲獎 | [ 36 ] |
| 2019 | 日本遊戲大獎        | 最佳銷售獎                       | 獲獎 | [ 36 ] |
| 2019 | 日本遊戲大獎        | 全球獎 日本作品部門              | 獲獎 | [ 36 ] |
| 2019 | 遊戲大獎            | 年度遊戲                         | 提名 | [ 37 ] |
| 2019 | 遊戲大獎            | 最佳格鬥遊戲                     | 獲獎 | [ 37 ] |
| 2019 | 遊戲大獎            | 最佳家庭遊戲                     | 提名 | [ 37 ] |

## 外部連結
- 官方网站：繁中、簡中、日文、英文